# Plectris riodejaneiroensis
Plectris riodejaneiroensis är en skalbaggsart som beskrevs av Evans 2003. Plectris riodejaneiroensis ingår i släktet Plectris och familjen Melolonthidae. Inga underarter finns listade i Catalogue of Life.